# Michael Oppenheimer
Michael Oppenheimer (nacido el 28 de febrero de 1946) es profesor de Geociencias y Asuntos Internacionales de la Escuela de Asuntos Públicos e Internacionales de Princeton, de la facultad de Geociencias, y del Instituto Ambiental de la Universidad de Princeton. Es el director del Centro de Investigación de Políticas sobre Energía y Ambiente (C-PREE) en la Escuela de Asuntos Públicos e Internacionales de Princeton y Profesor Asociado del Programa de Ciencias Atmosféricas y Oceánicas y el Instituto de Estudios Regionales e Internacionales de Princeton.

## Biografía
Oppenheimer nació el 28 de febrero de 1946 en la ciudad de Nueva York. Se licenció en Ciencias Químicas en el MIT y sacó el doctorado en Física Química en la Universidad de Chicago y realizó investigaciones del posdoctorado en el Centro Harvard-Smithsonian de Astrofísica.
Se unió a la facultad de Princeton después de más de dos décadas con el Environmental Defense Fund (EDF), una organización ambiental no gubernamental, donde se desempeñó científico jefe y gerente del Programa de Clima y Aire. Antes de ocupar su puesto en el EDF, Oppenheimer se desempeñó como astrofísico atómico y molecular en el Centro Harvard-Smithsonian de Astrofísica y profesor de astronomía en la Universidad de Harvard. Continúa sirviendo como asesor científico del EDF.
Oppenheimer ganó el Premio Heinz 2010 del Ambiente, y es miembro de la Asociación Estadounidense para el Avance de la Ciencia.
En su libro Dead Heat de 1990, Oppenheimer predijo que el debate sobre el calentamiento climático concluiría en 1998, después que las sequías en Iowa, Colorado, Texas y las Dakotas hubiesen acabado con las fincas familiares, que el río Chato se hubiese secado, y que la policía de migración mexicana hubiese empezado a arrestar estadounidenses ilegales en los alrededores de Monterrey. En 2015 Oppenheimer defendió sus predicciones, indicando que "en una manera general realmente se cumplieron."
Oppenheimer ha desempeñado un papel de liderazgo en la política gubernamental, incluyendo haber influido en el desarrollo de la reglamentación sobre lluvia ácida de la Ley de Aire Limpio de EE. UU. Coorganizó una serie de actividades que elevaron el cambio climático como una de las principales preocupaciones internacionales e influyó en el desarrollo de la Convención Marco de las Naciones Unidas sobre el Cambio Climático. Dirigió las actividades climáticas y de contaminación del aire en el Environmental Defense Fund cuando el enfoque del cambio climático basado en la ciencia y basado en incentivos de esa ONG se reflejó en el lenguaje del Protocolo de Kioto. Oppenheimer ha desempeñado un papel importante dentro del Panel Intergubernamental sobre el Cambio Climático (IPCC), sirviendo como autor colaborador, autor principal o autor principal coordinador en cada informe de evaluación desde el primer informe del IPCC, así como en dos informes especiales. Oppenheimer también se desempeña como editor de revisión del Sexto Informe de Evaluación.
Oppenheimer es una figura pública prominente y ha discutido varios aspectos de los impactos y las soluciones al cambio climático y otros temas en los medios de comunicación. Ha testificado ante comités del Senado y la Cámara de Representantes de los Estados Unidos en numerosas ocasiones. También ha sido invitado en muchos programas de radio y televisión y programas de entrevistas, incluidos This Week, The News Hour, The Oprah Winfrey Show, The Colbert Report y 60 Minutes. Oppenheimer es autor de más de 200 artículos publicados en revistas profesionales.
Oppenheimer es autor de Discerning Experts: The Practices of Scientific Assessment for Environmental Policy, publicado en 2019 con varios coautores y Dead Heat: The Race Against The Greenhouse Effect, en coautoría con Robert H. Boyle y publicado en 1990. Oppenheimer es cofundador de la Red de Acción por el Clima y ha formado parte de muchos paneles de expertos, incluido el Panel sobre Cambio Climático de la Ciudad de Nueva York y la Junta de Energía y Sistemas Ambientales de las Academias Nacionales de EE. UU. Es fideicomisario de las ONG Climate Central y Climate Science Legal Defense Fund. Oppenheimer también se desempeña como coeditor en jefe de la revista Climatic Change.

## Publicaciones seleccionadas
- Gornitz, Vivien; Oppenheimer, Michael; Kopp, Robert; Orton, Philip; Buchanan, Maya; Lin, Ning; Horton, Radley; Bader, Daniel (March 2019). «New York City Panel on Climate Change 2019 Report Chapter 3: Sea Level Rise». Annals of the New York Academy of Sciences 1439 (1): 71-94. Bibcode:2019NYASA1439...71G. PMID 30875120. doi:10.1111/nyas.14006.
- Bamber, Jonathan L.; Oppenheimer, Michael; Kopp, Robert E.; Aspinall, Willy P.; Cooke, Roger M. (4 de junio de 2019). «Ice sheet contributions to future sea-level rise from structured expert judgment». Proceedings of the National Academy of Sciences 116 (23): 11195-11200. Bibcode:2019PNAS..11611195B. PMC 6561295. PMID 31110015. doi:10.1073/pnas.1817205116.
- Hsiang, Solomon; Kopp, Robert; Jina, Amir; Rising, James; Delgado, Michael; Mohan, Shashank; Rasmussen, D. J.; Muir-Wood, Robert et al. (30 de junio de 2017). «Estimating economic damage from climate change in the United States». Science 356 (6345): 1362-1369. Bibcode:2017Sci...356.1362H. PMID 28663496. doi:10.1126/science.aal4369.
- Kopp, Robert E.; DeConto, Robert M.; Bader, Daniel A.; Hay, Carling C.; Horton, Radley M.; Kulp, Scott; Oppenheimer, Michael; Pollard, David et al. (December 2017). «Evolving Understanding of Antarctic Ice‐Sheet Physics and Ambiguity in Probabilistic Sea‐Level Projections». Earth's Future 5 (12): 1217-1233. Bibcode:2017EaFut...5.1217K. arXiv:1704.05597. doi:10.1002/2017EF000663.
- Buchanan, Maya K; Oppenheimer, Michael; Kopp, Robert E (1 de junio de 2017). «Amplification of flood frequencies with local sea level rise and emerging flood regimes». Environmental Research Letters 12 (6): 064009. Bibcode:2017ERL....12f4009B. doi:10.1088/1748-9326/aa6cb3.
- O'Neill, Brian C.; Oppenheimer, Michael; Warren, Rachel; Hallegatte, Stephane; Kopp, Robert E.; Pörtner, Hans O.; Scholes, Robert; Birkmann, Joern et al. (January 2017). «IPCC reasons for concern regarding climate change risks». Nature Climate Change 7 (1): 28-37. Bibcode:2017NatCC...7...28O. doi:10.1038/nclimate3179.
- Oppenheimer, Michael; Little, Christopher M.; Cooke, Roger M. (May 2016). «Expert judgement and uncertainty quantification for climate change». Nature Climate Change 6 (5): 445-451. Bibcode:2016NatCC...6..445O. doi:10.1038/nclimate2959.
- «Probabilistic 21st and 22nd century sea-level projections at a global network of tide gauge sites». Earth's Future 2 (8): 383-406. 2014. Bibcode:2014EaFut...2..383K. doi:10.1002/2014EF000239.
- Bohra-Mishra, Pratikshya; Oppenheimer, Michael; Hsiang, Solomon M. (8 de julio de 2014). «Nonlinear permanent migration response to climatic variations but minimal response to disasters». Proceedings of the National Academy of Sciences 111 (27): 9780-9785. Bibcode:2014PNAS..111.9780B. PMC 4103331. PMID 24958887. doi:10.1073/pnas.1317166111.
- Lloyd, Ian D.; Oppenheimer, Michael (May 2014). «On the Design of an International Governance Framework for Geoengineering». Global Environmental Politics 14 (2): 45-63. doi:10.1162/GLEP_a_00228.
- Little, Christopher M.; Urban, Nathan M.; Oppenheimer, Michael (26 de febrero de 2013). «Probabilistic framework for assessing the ice sheet contribution to sea level change». Proceedings of the National Academy of Sciences 110 (9): 3264-3269. Bibcode:2013PNAS..110.3264L. PMC 3587274. PMID 23404697. doi:10.1073/pnas.1214457110.
- Lin, Ning; Emanuel, Kerry; Oppenheimer, Michael; Vanmarcke, Erik (June 2012). «Physically based assessment of hurricane surge threat under climate change». Nature Climate Change 2 (6): 462-467. Bibcode:2012NatCC...2..462L. doi:10.1038/NCLIMATE1389.
- Feng A. Krueger (2010). «Linkages among climate change, crop yields and Mexico–US cross-border migration». Proc Natl Acad Sci USA 107 (32): 14257-14262. Bibcode:2010PNAS..10714257F. PMC 2922556. PMID 20660749. doi:10.1073/pnas.1002632107.
- «Probabilistic assessment of sea level during the Last Interglacial stage». Nature 462 (7275): 863-7. 2009. Bibcode:2009Natur.462..863K. PMID 20016591. arXiv:0903.0752. doi:10.1038/nature08686.
- Oppenheimer, Michael; Petsonk, Annie (December 2005). «Article 2 of the UNFCCC: Historical Origins, Recent Interpretations». Climatic Change 73 (3): 195-226. Bibcode:2005ClCh...73..195O. doi:10.1007/s10584-005-0434-8.
- O'Neill, B. C.; Oppenheimer, Michael (14 de junio de 2002). «Dangerous Climate Impacts and the Kyoto Protocol». Science 296 (5575): 1971-1972. PMID 12065820. doi:10.1126/science.1071238.
- Oppenheimer, Michael (1998). «Global warming and the stability of the West Antarctic Ice Sheet». Nature 393 (6683): 325-332. Bibcode:1998Natur.393..325O. doi:10.1038/30661. Archivado desde el original el 21 de mayo de 2009. Consultado el 26 de octubre de 2008.
- Fisher, Diane C.; Oppenheimer, Michael (May 1991). «Atmospheric nitrogen deposition and the Chesapeake Bay estuary». Ambio 20 (3/4): 102.
- «Empirical relation between sulphur dioxide emissions and acid deposition derived from monthly data». Nature 323 (6085): 245-7. 1986. Bibcode:1986Natur.323..245E. doi:10.1038/323245a0.
- Oppenheimer, M. (February 1975). «Gas phase chemistry in comets». The Astrophysical Journal 196: 251. Bibcode:1975ApJ...196..251O. doi:10.1086/153409.
- «The Fractional Ionization in Dense Interstellar Clouds». Astrophysical Journal 192 (1): 29-32. 1974. Bibcode:1974ApJ...192...29O. doi:10.1086/153030.